# René Egles

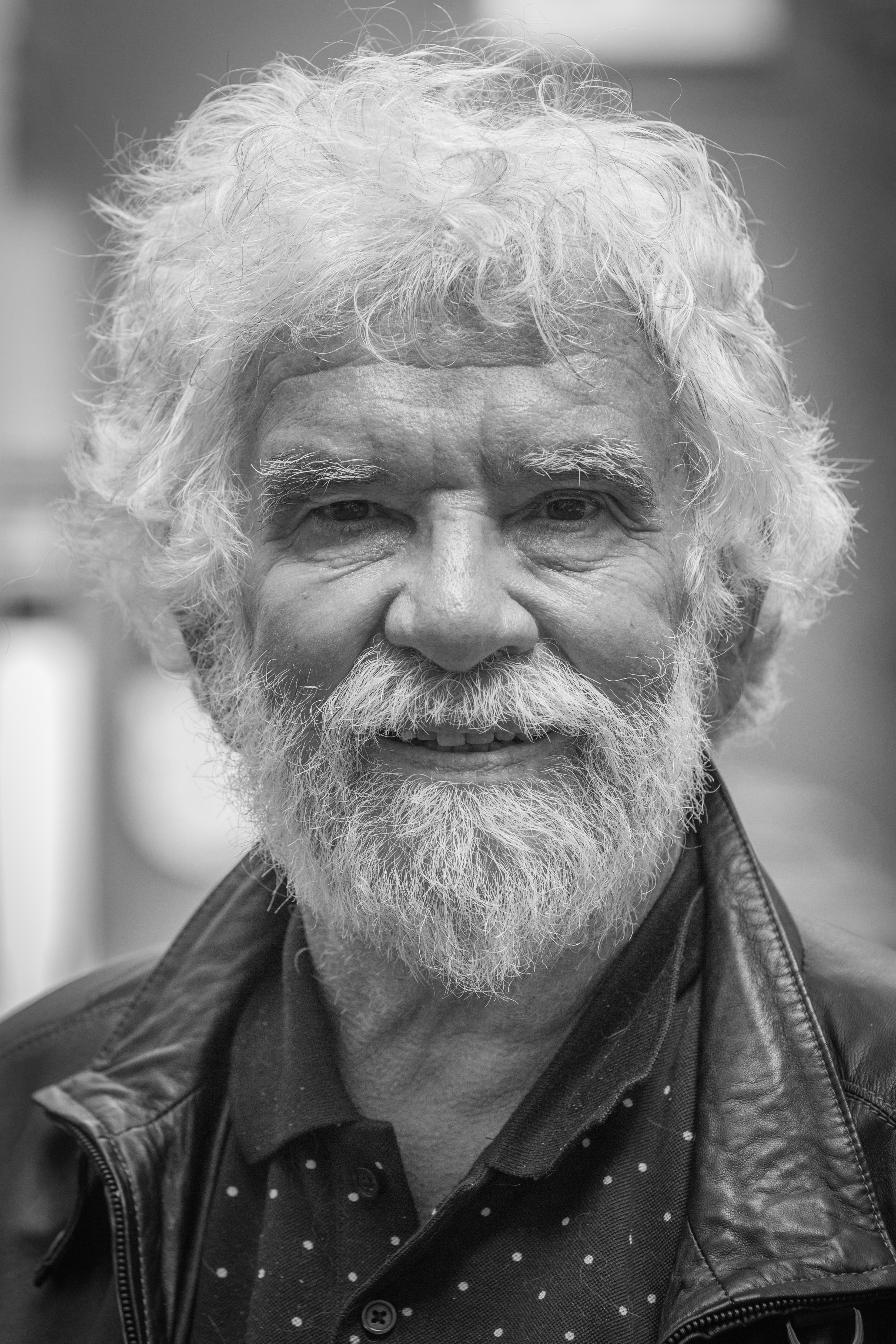
René Egles, April 2014.

René Egles (* 28. Januar 1939 in Straßburg) ist ein elsässischer Liedermacher, Sänger und Multiinstrumentalist. Egles hat 13 Schallplatten veröffentlicht und tritt seit Jahrzehnten in Deutschland, Frankreich, Österreich und der Schweiz auf. Über das Elsass hinaus wurde er ab 1982 vor allem durch die Fernsehsendung Was die Großmutter noch wußte bekannt.
René Egles lebt in Pfulgriesheim.

## Werke (Auswahl)
LPs 1985: Kinderliedle (EMA)

### CDs
- 1990: Maikäfer fliej - le CD (elsässische Kinderlieder)
- 1992: D'Schlappe
- 1993: Lon mich traime (1993)
- 1996, mit André Weckmann: Wihnachtszitt
- 2002: Dis wär’s
- 2005: Liedle fer's ganze Johr
- 2007: Farwetropfe
- 2010: Dü Mini Gitarr

### Buch
- 1990: Maikäfer fliej - le livre

## Ehrungen
- 1978: Bretzel d’Or des Institut des Arts et Traditions Populaires d’Alsace
- 1987: Le printemps des Bourges[2]

## Belege
1. ↑  kapsweyer.de: 13. Grenzlandfest - 2007 in Kapsweyer (Memento des Originals vom 18. Mai 2015 im Internet Archive)  Info: Der Archivlink wurde automatisch eingesetzt und noch nicht geprüft. Bitte prüfe Original- und Archivlink gemäß Anleitung und entferne dann diesen Hinweis.
2. ↑  edition2009.printemps-bourges.com: Edition 1987

| Personendaten    | Personendaten             |
| ---------------- | ------------------------- |
| NAME             | Egles, René               |
| KURZBESCHREIBUNG | elsässischer Liedermacher |
| GEBURTSDATUM     | 28. Januar 1939           |
| GEBURTSORT       | Straßburg                 |